# Diego Massidda
Diego Massidda (Nuoro, 1965 –) olasz származású német üzletember. A Vodafone Magyarország vezérigazgatója 2011–2016-ig, korábban a Vodafone Csoport és a Vodafone Németország Video és Connected Home üzletágának igazgatója, 2016 szeptemberétől Angliában folytatta távközlési pályafutását a Vodafone Csoporton belül, a Partner Piacok vezérigazgatójaként.

## Életpályája
1991-ben hidraulikus mérnöki diplomát szerzett a Cagliari Egyetemen, 1996-ban pedig MBA diplomát Franciaországban. Szakmai karrierjét mint mérnök a Stewart Scott Internationalnél kezdte Johannesburgban 1991-ben, ahol 1995-ig dolgozott. 1995 és 1996 között Franciaországban tevékenykedett, majd 1997-től 2003-ig a McKinsey Italy előbb tanácsadója, majd később igazgatója lett.

### Mérföldkövek
- Johannesburg, 1991–1995, mérnök
- Franciaország, 1995–1996
- McKinsey Olaszország 1997–2003
- Tiscali SpA, a Tiscali Group dél-afrikai leányvállalatának ügyvezető-igazgatója, 2003. augusztus 1.[6]
- Intercall, 2004 október
- Tiscali Group, 2004 február és 2004 október között[7]
- Telecom Italia Group franciaországi vezérigazgatója
- LIBERTY SURF GROUP SA
- 2007. április 16-án került a Vodafone brit marketingcsapatához, ahol a széles sávú és online területek igazgatójaként működött.[8]
- A Vodafone Csoport és a Vodafone Németország Video és Connected Home üzletágának igazgatója
- 2011. október 1-től 2016. szeptember 1-ig a Vodafone Magyarország vezérigazgatója[9]
- 2016. szeptemberétől a Partner Piacok vezérigazgatója Angliában.

## Konferenciák
- Digital Entertainment 2.0 – 'Executive Brainstorms' 2011: Silicon Valley, New York, London, Singapore

## Interjúk
- Diego Massidda (Tiscali France) : "France Télécom nous oblige à augmenter nos tarifs", LeJournal du Net, 2004. december 4.,
- Különleges a magyar mobilpiac az új Vodafone-vezér szerint, 2011. november 23., Napi Gazdaság online,